# إيرل موريس (مدرب كرة سلة)
إيرل موريس (بالإنجليزية: Earl Morris)‏ هو مدرب كرة سلة أمريكي، ولد في 7 أكتوبر 1933 في سومرفيل في الولايات المتحدة.